# Республиканская детско-юношеская библиотека имени В. Х. Колумба
Республиканская детско-юношеская библиотека имени В. Х. Колумба (ГБУК РМЭ «РДЮБ») — государственное бюджетное учреждение культуры Республики Марий Эл в городе Йошкар-Ола. Создана в 1976 году как Республиканская юношеская библиотека. Библиотека с 1988 года носит имя Валентина Христофоровича Колумба. В 2015 году реорганизована путём присоединения к ней Республиканской детской библиотеки.

## История
20 августа 1976 года было принято решение об открытии Республиканской юношеской библиотеки в соответствии с распоряжением Совета Министров Марийской АССР от 13 января 1976 года. Директором была назначена Майя Логинова. Библиотеке было отдано 17 м² в Республиканской научной библиотеке, где полтора года размещалась библиотека. Вскоре были сформированы отделы: комплектования, обработки литературы, справочно-библиографический, методический, штат увеличился до 10 человек. На 1 января 1977 года книжный фонд составлял 9056 экземпляров.
С февраля 1978 года по август 1979 года библиотека размещалась в двух небольших комнатах (55 м²) в торговом центре микрорайона Сомбатхей. В середине 1979 года выделяется комната в средней школе № 9, где впервые открывается пункт выдачи.
В феврале 1981 года директором библиотеки назначается Зоя Лопкина, после чего библиотека переехала в 5-комнатную квартиру площадью 107 м². В 1983 году библиотека обслуживала уже более 4 тысяч читателей, им было выдано около 80 тысяч экземпляров печатных изданий. В 1982 году решением горисполкома под библиотеку выделяется помещение бывшего продовольственного магазина № 12 (Ленинский проспект, 45) площадью 768 м². В сентябре 1984 года библиотека переехала в новое помещение. К данному моменту фонд составлял более 90 тысяч экземпляров. В 1988 году библиотеке было присвоено имя марийского поэта Валентина Колумба.
С 2002 года библиотека является коллективным членом Российской библиотечной ассоциации.
В сентябре 2010 года библиотека переехала. Отдел искусств разместился на 400 м² Дворца творчества детей и молодёжи (ул. Пушкина, 32), а отдел обслуживания — во Дворце молодёжи Республики Марий Эл (ул. Зелёная, 1).
В июне 2015 года к Республиканской юношеской библиотеке имени В. Х. Колумба была присоединена Республиканская детская библиотека. 2 сентября 2015 года было открыто новое здание библиотеки на улице Эшкинина.

## Здание
Библиотека представляет собой трёхэтажное здание общей площадью почти 2,5 тысячи м², расположенное между улицей Эшкинина и набережной реки Малая Кокшага, неподалёку от бульвара Чавайна и Театрального моста. Помимо привычных залов и отделов, в Центре чтения имеются компьютерный класс, конференц-зал для организации и проведения семинаров, лекций, видеопрезентаций, проведения различного рода библиотечных мероприятий, книгохранилище, кабинеты психолога и профориентации.

## Структура
- Отдел комплектования и обработки литературы
- Отдел хранения и реставрации книжных фондов
- Отдел обслуживания
  - сектор дошкольного обслуживания (комната сказок)
  - сектор обслуживания начального и среднего звена
  - сектор обслуживания старшеклассников, учащихся ССУЗов и ВУЗов
- Отдел краеведения и периодики
- Отдел художественной литературы и искусства
- Служба психологической поддержки и социальной адаптации детей и молодёжи
- Отдел аналитики и инноваций
- Справочно-библиографический отдел
- Отдел автоматизации
  - компьютерный класс
  - сектор учёта и контроля читателей[7]